# Самитьер, Хосеп
Хосе́п Самитье́р-и-Вила́льта (кат. Josep Samitier i Vilalta; 2 февраля 1902, Барселона — 5 мая 1972, там же) — испанский футболист и тренер. По общему количеству голов за «Барселону» занимает пятое место в истории клуба. В составе каталонского клуба выиграл первый в истории чемпионат Испании и стал пятикратным обладателем национального кубка. Также по разу выигрывал чемпионат и кубок в составе мадридского «Реала». Вернувшись в «Барселону» в качестве главного тренера, выиграл чемпионат и тогдашнюю вариацию современного Суперкубка — Золотой Кубок Аргентины (первый и последний в истории). В составе национальной сборной Испании Самитьер становился серебряным призёром Олимпийских Игр 1920 в Антверпене. В составе сборной Каталонии трижды выигрывал Кубок Принца Астурийского — престижный в своё время турнир, проводившийся между сборными испанских провинций. Известный историк Хосеп Термес называет Самитьера «социальным явлением» в испанском и каталонском футболе 1920-х гг.

## Карьера

### Клубная карьера
Хосеп Самитьер начал свою карьеру в молодёжном составе клуба «Интернасьональ», оттуда, в возрасте пятнадцати лет перешёл в молодёжную команду «Барселоны», где через 2 года дебютировал в основном составе. К 1925 году Самитьер стал самым высооплачеваемым игроком в Испании. За годы в составе «сине-гранатовых» Самитьер выиграл 12 чемпионатов Каталонии, 5 Кубков Короля, в четырёх финалах которых он забивал голы, и самый первый в истории чемпионат Испании.
В 1933 году, в возрасте 31 года, Самитьер покинул «Барселону» из-за конфликта с руководством клуба, чем не замедлил воспользоваться «Реал Мадрид», пригласивший игрока к себе. Несмотря на то, что Самитьер провёл в «Реале» менее двух лет, он помог «королевскому клубу» выиграть чемпионат Испании в сезоне 1932/1933 и Кубок Короля в 1934 году.

### Карьера в сборной
Хосеп Самитьер вошёл в историю и как член сборной Испании первого созыва. Национальная команда была организована в 1920 году для участия на футбольном турнире Олимпийских Игр 1920, где Испания выиграла серебро. Всего же он выступал за национальную команду без малого 11 лет, проведя на поле 21 матч и забив 2 мяча. За сборную Каталонии Самитьер провёл 21 матч и забил 15 мячей, возможно, что он сыграл и больше матчей, но статистика, которая в те годы велась неаккуратно или же не велась вообще, оставила лишь эти цифры. Со сборной Каталонии Самитьер трижды выиграл Кубок Принца Астурийского. Последний матч за каталонцев он провёл 19 января 1936 года против сборной Чехословакии.

### Тренерская карьера
После окончания игровой карьеры, в 1936 году Самитьер принял решение начать карьеру тренерскую, возглавив клуб «Атлетико Мадрид» в середине сезона 1935/1936, но клуб, боровшийся за выживание в Примере, так и не смог выбраться из зоны вылета и опустился в Сегунду. Продолжение карьеры в «Атлетико» было невозможно из-за начавшейся в Испании Гражданской войны, в ходе которой Самитьер даже был задержан анархистами, но в конце концов отпущен и счёл за лучшее уехать во Францию. Там Самитьер вновь стал играть, выступая за клуб «Ницца», а затем и тренировать эту команду. В 1944 году Самитьер вернулся в Испанию и встал у руля родной «Барселоны», с которой он победил в чемпионате и выиграл Золотой Кубок Аргентины. В 1947 году из-за конфликта с братьями Гонсальво, Самитьер, добившийся изгнания из клуба старшего из них, Хулио, покинул тренерский пост «Барселоны», не желая конфликтовать с младшим Гонсальво, Мариано, являвшегося на тот момент одним из ключевых игроков команды.
Тем не менее, Самитьер остался в системе клуба, став руководителем службы скаутинга. Именно он пригласил в команду легендарного, впоследствии, Ладислао Кубалу, который почти был подписан «Реалом», но Самитьер, имевший связи у режима Франко, перехватил игрока для «Барселоны». Позже Самитьер работал руководителем скаутинга и в мадридском «Реале».

## Достижения

### В качестве игрока
«Барселона»
- Чемпион Испании: 1929
- Обладатель Кубка Короля (5): 1920, 1922, 1925, 1926, 1928
- Чемпион Каталонии (12): 1918/19, 1919/20, 1920/21, 1921/22, 1923/24, 1924/25, 1925/26, 1926/27, 1927/28, 1929/30, 1930/31, 1931/32

«Реал Мадрид»
- Чемпион Испании: 1932/33
- Обладатель Кубка Президента: 1934
- Чемпион Кастильи и Арагона (2): 1932/33, 1933/34

Сборная Испании
- Серебряный призёр Олимпийских Игр: 1920

Сборная Каталонии
- Обладатель Кубка принца Астурийского (3): 1922, 1924, 1926

### В качестве тренера
«Барселона»
- Чемпион Испании: 1944/45
- Обладатель Золотого кубка Аргентины: 1945

## Статистика выступлений
| Клуб             | Сезон            | Лига | Лига | Кубки | Кубки | Прочие | Прочие | Итого | Итого | Товарищеские матчи | Товарищеские матчи | Всего | Всего |
| Клуб             | Сезон            | Игры | Голы | Игры  | Голы  | Игры   | Голы   | Игры  | Голы  | Игры               | Голы               | Игры  | Голы  |
| ---------------- | ---------------- | ---- | ---- | ----- | ----- | ------ | ------ | ----- | ----- | ------------------ | ------------------ | ----- | ----- |
| Интернасьональ   | 1916/17          | -    | -    | 0     | 0     | 5      | 0      | 5     | 0     | ?                  | ?                  | ?     | ?     |
| Интернасьональ   | 1917/18          | -    | -    | 0     | 0     | 4      | 0      | 4     | 0     | ?                  | ?                  | ?     | ?     |
| Интернасьональ   | 1918/19          | -    | -    | 0     | 0     | 9      | 1      | 9     | 1     | ?                  | ?                  | ?     | ?     |
| Интернасьональ   | Итого            | 0    | 0    | 0     | 0     | 18     | 1      | 18    | 1     | ?                  | ?                  | 18+   | 1+    |
| Барселона        | 1918/19          | -    | -    | -     | -     | -      | -      | 0     | 0     | 1                  | 1                  | 1     | 1     |
| Барселона        | 1919/20          | -    | -    | 3     | 0     | 10     | 0      | 13    | 0     | 30                 | 2                  | 43    | 2     |
| Барселона        | 1920/21          | -    | -    | 0     | 0     | 12     | 1      | 12    | 1     | 33                 | 0                  | 45    | 1     |
| Барселона        | 1921/22          | -    | -    | 5     | 2     | 7      | 0      | 12    | 2     | 37                 | 22                 | 49    | 24    |
| Барселона        | 1922/23          | -    | -    | 0     | 0     | 10     | 0      | 10    | 0     | 48                 | 21                 | 58    | 21    |
| Барселона        | 1923/24          | -    | -    | 7     | 5     | 10     | 14     | 17    | 19    | 27                 | 41                 | 44    | 60    |
| Барселона        | 1924/25          | -    | -    | 8     | 10    | 12     | 10     | 20    | 20    | 17                 | 12                 | 37    | 32    |
| Барселона        | 1925/26          | -    | -    | 5     | 8     | 10     | 7      | 15    | 15    | 6                  | 3                  | 21    | 18    |
| Барселона        | 1926/27          | -    | -    | 7     | 3     | 13     | 20     | 20    | 23    | 26                 | 24                 | 46    | 47    |
| Барселона        | 1927/28          | -    | -    | 15    | 21    | 16     | 20     | 31    | 41    | 4                  | 8                  | 35    | 49    |
| Барселона        | 1928/29          | 13   | 8    | 7     | 4     | 4      | 2      | 24    | 14    | 6                  | 4                  | 30    | 18    |
| Барселона        | 1929/30          | 2    | 3    | 8     | 7     | 9      | 2      | 19    | 12    | 8                  | 8                  | 27    | 20    |
| Барселона        | 1930/31          | 1    | 0    | 3     | 2     | 4      | 5      | 8     | 7     | 12                 | 19                 | 20    | 26    |
| Барселона        | 1931/32          | 12   | 10   | 7     | 1     | 12     | 14     | 31    | 25    | 5                  | 2                  | 36    | 27    |
| Барселона        | 1932/33          | 0    | 0    | 0     | 0     | 6      | 10     | 6     | 10    | 4                  | 3                  | 10    | 13    |
| Барселона        | 1934/35          | -    | -    | -     | -     | -      | -      | 0     | 0     | 1                  | 2                  | 1     | 2     |
| Барселона        | 1935/36          | -    | -    | -     | -     | -      | -      | 0     | 0     | 1                  | 3                  | 1     | 3     |
| Барселона        | Итого            | 28   | 21   | 75    | 63    | 135    | 105    | 238   | 189   | 266                | 175                | 504   | 364   |
| Реал Мадрид      | 1932/33          | 6    | 3    | 0     | 0     | 0      | 0      | 6     | 3     | 5                  | 3                  | 11    | 6     |
| Реал Мадрид      | 1933/34          | 2    | 1    | 8     | 5     | 5      | 3      | 15    | 9     | 2                  | 2                  | 17    | 11    |
| Реал Мадрид      | Итого            | 8    | 4    | 8     | 5     | 5      | 3      | 21    | 12    | 7                  | 5                  | 28    | 17    |
| Ницца            | 1936/37          | 1+   | 1+   | 0     | 0     | 0      | 0      | 1+    | 1+    | ?                  | ?                  | 1+    | 1+    |
| Ницца            | 1937/38          | 3+   | 4+   | 4     | 2     | 0      | 0      | 7+    | 6+    | ?                  | ?                  | 7+    | 6+    |
| Ницца            | Итого            | 44   | 19   | 4     | 2     | 0      | 0      | 48    | 21    | ?                  | ?                  | 48+   | 21+   |
| Всего за карьеру | Всего за карьеру | 80   | 44   | 87    | 70    | 158    | 109    | 325   | 223   | 273+               | 180+               | 598+  | 403+  |

## Образ Самитьера в искусстве
Хосеп Самитьер упоминается в популярной песне, написанной в честь одной из побед «Барселоны» и наложенной на музыку аргентинского танго:
Aliró, aliró, el Barça és campió

I per dos a cap guanyà el campionat.

En Piera, en Planes, en Sancho i Samitier,

en Walter, Torralba i en Platko el gran

porter, en Sagi, Carulla, l’Alcántara i l’Arnau

de l’onze grana i blau del triomf porten la nau.

I per tot arreu

l’onze seguireu

cantant amb alta veu

aliró, aliró, el Barça és campió